# Felix Drinkuth
Felix Werner Wolfgang Drinkuth (* 20. Oktober 1994 in Henstedt-Ulzburg) ist ein deutscher Fußballspieler.

## Karriere
Drinkuth wurde bei Eintracht Norderstedt und in den Jugendmannschaften des FC St. Pauli ausgebildet.
Ab der Saison 2013/14 gehörte er fest zum Aufgebot der zweiten Mannschaft der Hansestädter in der viertklassigen Regionalliga Nord. Zur Saison 2014/15 wechselte der Stürmer ligaintern zur zweiten Mannschaft von Eintracht Braunschweig, nach zwei weiteren Jahren zurück zu seinem Ausbildungsverein Norderstedt. Drinkuth erzielte für die Eintracht als Stammspieler in 83 Ligaspielen 33 Treffer und gewann mit ihr 2017 den Hamburger Pokal. Im so erreichten DFB-Pokal 2017/18 schied die Mannschaft allerdings bereits in der 1. Runde gegen den VfL Wolfsburg aus.
Ende Januar 2019 wurde der Rechtsaußen vom Zweitligisten SC Paderborn 07 verpflichtet und mit einem bis 2021 gültigen Vertrag ausgestattet. Die Westfalen verliehen ihn direkt bis zum Ende der Saison 2018/19 an den Drittligisten Sportfreunde Lotte, um Erfahrungen im Profibereich zu sammeln. Der Flügelspieler kam auf 16 Drittligaspiele und kehrte nach dem Abstieg der Sportfreunde nach Paderborn zurück; die Mannschaft war ihrerseits in die Bundesliga aufgestiegen. Nachdem er mit dem SC Paderborn die Saisonvorbereitung absolviert hatte, wurde Drinkuth im Juli 2019 erneut in die 3. Liga verliehen, diesmal an den Halleschen FC. Auf wechselnden Offensivpositionen kam der Norddeutsche in der Saison 2019/20 regelmäßig zum Einsatz, konnte jedoch nur je zwei Treffer erzielen und vorbereiten und wurde nach einer Negativserie von 13 sieglosen Spielen im Saisonendspurt nur noch vereinzelt berücksichtigt.
Nach dem Klassenerhalt mit Halle kehrte der Offensivspieler nicht mehr nach Paderborn zurück, sondern wurde zur Saison 2020/21 fest vom FSV Zwickau verpflichtet, der ebenfalls knapp in der 3. Liga verblieben war. Dort unterschrieb Drinkuth einen Einjahresvertrag. Nach 29 Drittligaeinsätzen (17-mal in der Startelf) und 3 Toren wurde sein Vertrag nicht verlängert.
Nachdem Drinkuth kurz vereinslos war, unterschrieb er Anfang September 2021 beim FC Carl Zeiss Jena einen Vertrag bis zum Ende der Saison 2021/22.
Zur Saison 2022/23 kehrte Drinkuth in die Regionalliga Nord zurück und wechselte zum VfB Lübeck, bei dem er einen Vertrag bis zum 30. Juni 2024 unterschrieb. In seiner ersten Saison steuerte er 14 Tore in 29 Spielen zum Aufstieg in die 3. Liga bei. Dort kam er in der Saison 2023/24 aufgrund eines Knorpelschadens im Knie nur zu acht Einsätzen (ein Tor). Nach dem Abstieg verlängerte er seinen Vertrag für die Saison 2024/25. In dieser erzielte der Stürmer in 28 Spielen zehn Tore. Anschließend verließ Drinkuth den Verein nach drei Jahren mit seinem Vertragsende.
Zur Saison 2025/26 wechselte Drinkuth innerhalb der Regionalliga Nord zu seinem Jugendverein Eintracht Norderstedt.

## Titel
- Meister der Regionalliga Nord und Aufstieg in die 3. Liga: 2023 (VfB Lübeck)
- Schleswig-holsteinischer Pokalsieger (2): 2023, 2025 (beide VfB Lübeck)
- Hamburger Pokalsieger: 2017 (Eintracht Norderstedt)